# Patrick Bernatchez
 (mai 2022).
Pour les articles homonymes, voir Bernatchez.
Patrick Bernatchez est un artiste québécois. Il est né en 1972 à Montréal, où il vit et travaille encore aujourd’hui.

## Biographie
Patrick Bernatchez est un artiste pluridisciplinaire qui pratique la peinture, le dessin, la gravure, la photographie, la vidéo, l’installation, la musique et le son. Il participe à nombres d’expositions individuelles ou collectives, au Canada comme à l’international. Ses œuvres s’articulent par le biais de cycles tels que Chrysalides et Lost in Time présentés au Musée d’art contemporain de Montréal, en 2016, en collaboration avec Casino Luxembourg,. Ses sujets de prédilection sont le temps et la mort, qu’il explore à travers les médiums évoqués ci-haut.
La musique a une grande importance dans ses œuvres ce qui est particulièrement visible dans les films qu’il réalise, mais aussi à travers sa série d’œuvres autour des Variations Goldberg de Jean-Sébastien Bach. De même, la vidéo et le film qui tiennent une partie centrale de ses cycles.

## Cycles d'œuvres

### Chrysalides (2006-2013)
Initié en 2006, le cycle Chrysalides est composé de cinq films, dont une trilogie qui est formé par les films I Feel Cold Today, Chrysalide et 13. Les films peuvent être vus et exposés seuls, mais font partie d’un tout. Les deux autres films qui viennent en suivant sont Chrysalide Empereur et Whole Fashion Plaza qui vient conclure le cycle, et fait écho à l’immeuble Fashion Plaza qui est à l’origine de la réflexion de l’artiste. Il s’agit d’un ancien immeuble industriel de Montréal, où se trouve son atelier et où il a exposé au cours des Fashion Plaza Nights, les différents éléments qui composent le cycle de Chrysalides,,.  
Le cycle comprend aussi des dessins, partitions, et installations sonore où des fils venant entourer un haut-parleur formant peu à peu un cocon, une chrysalide pour la musique qui s’éteint peu à peu.  

### Lost in Time (2009-2015)
Le cycle Lost in Time prend forme pendant le cycle de Chrysalides, il est composé d’un film de 46 minutes dont la bande sonore a été réalisée par le musicien mexicain Murcof, avec la chorale Les Petits chanteurs du Mont-Royal. Cette œuvre plonge le spectateur dans deux trames narratives parallèles : l’une montre un cheval et son cavalier masqué évoluer dans un paysage de neige et de glace infini. L’autre montre une étrange expérimentation. Ce cycle comporte plusieurs œuvres « satellites » dont les Variations Goldberg, la musique prend une place importante dans ce cycle. Le temps tient aussi une place centrale ce qui est marqué par le titre Lost in Time, et qui apparaît aussi à travers le projet Montre BW, qui est une montre qui ne marque non pas les heures, mais les millénaires.

#### Variations Goldberg
Les Variations Goldberg sont une œuvre de Jean-Sébastien Bach reprises et réinterprétés librement par Bernatchez dans les œuvres suivantes dont certaines présentent plusieurs variations, d’autres ont une forme bien éloignée de la partition jouée au piano de Bach :
- Goldberg Experienced.01 est joué sur un piano préparé par le pianiste David Kaplan[12].
- Goldberg Experienced.03 / 77K est joué sur huit tourne-disques, sur lesquels l’artiste intervient pour composer de nouvelles sonorités[13],[14].
- GE0433RPM / Goldberg Experienced.04 est une composition pour huit pianos[15].

## Expositions

### Expositions individuelles
- 2008 : Chrysalides, Centre d’art actuel Skol, Montréal, QC, Canada[16].
- 2009 : 134340 SOON fase 2, film, West Den Haag, La Haye, Pays-Bas[17].
- 2011 : Patrick Bernachez. Lost in time, Galerie de l’UQAM, Montréal, QC, Canada, commissaire Mélanie Boucher[18],[19].
- 2013 : Patrick Bernatchez, Galerie Battat Contemporary, Volta, New York, NY, États-Unis[20].
- 2015 :
  - Les temps inachevés, Casino Luxembourg – Forum d’art contemporain, Luxembourg, commissaire Kevin Muhlen et Lesley Johnstone[21].
  - Lost in time, West Den Haag, La Haye, Pays-Bas[22].
  - Les temps inachevés, Argos – Center for Art and Media, Bruxelles, Belgique[23].
- 2016 :
  - Les Temps inachevés, Musée d’art contemporain de Montréal, Montréal, QC, Canada[24],[25].
  - Les temps inachevés, The Power Plant Contemporary Art Gallery, Toronto, ON, Canada[26].
- 2017 : Les glaciers, Galerie Battat contemporary, Montréal, QC, Canada[27].
- 2018 : Lost in Time, L.E.V Laboratorio de Electronica Visual – 12e Festival international du film de Gijon, Gijon, Asturies, Espagne[28].

### Expositions collectives
- 2012 : Lost in Time, Fragment 1, avec Guillaume-Van Roberge, West Den Haag, La Haye, Pays-Bas[29].
- 2016 : « Car le temps est la plus longue distance entre deux endroits », Musée d'art contemporain de Montréal, Montréal, QC, Canada[30].
- 2017 : Time, Société, Bruxelles, Belgique[31].
- 2019 : Aphélie 1, « Si petits entre les étoiles, si grand contre le ciel », Manif d’art 9 – Biennale de Québec, Québec, QC, Canada[32].

## Collections
Musée des beaux-arts du Canada, Ottawa.
Musée national des beaux-arts du Québec, Québec,.
Musée d'art contemporain de Montréal, Montréal.